# Czechosłowacja na Zimowych Igrzyskach Olimpijskich 1972
Czechosłowację na Zimowych Igrzyskach Olimpijskich 1972 reprezentowało 41 zawodników, 37 mężczyzn i 4 kobiety.

## Zdobyte medale
| Medal | Zawodnik | Dyscyplina           | Konkurencja      | Rezultat                                           |
| ----- | --- | -------------------- | ---------------- | -------------------------------------------------- |
| Złoto | Ondrej Nepela | Łyżwiarstwo figurowe | Soliści          | 2739,1 pkt                                         |
| Brąz  | Vladimír Dzurilla Jiří Holeček Rudolf Tajcnár Vladimír Bednář Oldřich Machač František Pospíšil Karel Vohralík Josef Horešovský Miroslav Daněk Václav Nedomanský Jaroslav Holík Jiří Holík Jiří Kochta Richard Farda Josef Černý Vladimír Martinec Ivan Hlinka Bohumil Šťastný Eduard Novák Jan Havel | Hokej na lodzie      | Turniej mężczyzn | 2:5 Wynik meczu finałowego ze Związkiem Radzieckim |
| Brąz  | Helena Šikolová | Biegi narciarskie    | Bieg na 5 km     | 17:07,32                                           |

## Skład kadry

### Biathlon
Mężczyźni
| Zawodnik                                         | Konkurencja         | czas biegu | Kary  | Łączny czas | Pozycja |
| ------------------------------------------------ | ------------------- | ---------- | ----- | ----------- | ------- |
| Ladislav Žižka                                   | Bieg na 20 km       | 1:16:36,81 | 11:00 | 1:27:36,81  | 36.     |
| Arnošt Hájek                                     | Bieg na 20 km       | 1:19:22,37 | 9:00  | 1:28:22,37  | 39.     |
| Stanislav Fajstavr                               | Bieg na 20 km       | 1:19:53,33 | 9:00  | 1:28:53,33  | 44.     |
| Pavel Ploc                                       | Bieg na 20 km       | 1:18:38,79 | 11:00 | 1:29:38,79  | 47.     |
| Ladislav Žižka Pavel Ploc Ján Húska Arnošt Hájek | Sztafeta 4 × 7,5 km | 2:03:08,17 | 3     | 2:03:08,17  | 12.     |

### Biegi narciarskie
Mężczyźni
| Zawodnik                                               | Konkurencja        | czas       | Pozycja |
| ------------------------------------------------------ | ------------------ | ---------- | ------- |
| Stanislav Henych                                       | Bieg na 15 km      | 47:25,81   | 21.     |
| Ján Fajstavr                                           | Bieg na 15 km      | 48:18,22   | 29.     |
| Ján Michalko                                           | Bieg na 15 km      | 48:31,64   | 30.     |
| Stanislav Henych                                       | Bieg na 30 km      | 1:39:24,29 | 9.      |
| Ján Fajstavr                                           | Bieg na 30 km      | 1:44:49,45 | 34.     |
| Ján Michalko                                           | Bieg na 30 km      | 1:46:19,36 | 40.     |
| Ján Fajstavr                                           | Bieg na 50 km      | 2:51:12,92 | 19.     |
| Ján Michalko                                           | Bieg na 50 km      | 2:58:31,83 | 30.     |
| Stanislav Henych Ján Fajstavr Ján Michalko Ján Ilavský | Sztafeta 4 × 10 km | 2:11:27,55 | 8.      |

Kobiety
| Zawodniczka                                      | Konkurencja       | czas     | Pozycja |
| ------------------------------------------------ | ----------------- | -------- | ------- |
| Helena Šikolová                                  | Bieg na 5 km      | 17:07,32 | brąz    |
| Alena Bartošová                                  | Bieg na 5 km      | 17:47,25 | 16.     |
| Milena Cillerová                                 | Bieg na 5 km      | 17:56,22 | 22.     |
| Milena Chlumová                                  | Bieg na 5 km      | 18:12,22 | 27.     |
| Helena Šikolová                                  | Bieg na 10 km     | 35:29,33 | 7.      |
| Milena Chlumová                                  | Bieg na 10 km     | 36:59,87 | 26.     |
| Alena Bartošová                                  | Bieg na 10 km     | 37:01,73 | 27.     |
| Milena Cillerová                                 | Bieg na 10 km     | 37:40,70 | 30.     |
| Alena Bartošová Helena Šikolová Milena Cillerová | Sztafeta 3 × 5 km | 51:16,16 | 6.      |

### Hokej na lodzie
Reprezentacja mężczyzn
| - Vladimír Dzurilla - Jiří Holeček - Rudolf Tajcnár - Vladimír Bednář - Oldřich Machač - František Pospíšil - Karel Vohralík - Josef Horešovský - Miroslav Daněk - Václav Nedomanský |  | - Jiří Holík - Jiří Kochta - Richard Farda - Josef Černý - Vladimír Martinec - Ivan Hlinka - Bohumil Šťastný - Eduard Novák - Jan Havel |

Reprezentacja Czechosłowacji w rundzie kwalifikacyjnej pokonała reprezentację Japonii 8:2 i tym samym wzięła udział w rozgrywkach grupy finałowej turnieju olimpijskiego. W grupie finałowej zajęła 3. miejsce zdobywając brązowy medal.

### Runda kwalifikacyjna
| 3 lutego 1972 | Czechosłowacja | 8:2 | Japonia |  |

| Godzina: 16:00 |  | (1:0, 4:1, 3:1) |  |  |

### Grupa Finałowa
| Drużyna           | M | Mecze | Mecze | Mecze | Bramki | Bramki | Bramki | Pkt | Uwagi |
| Drużyna           | M | W     | R     | P     | +      | –      | +/-    | Pkt | Uwagi |
| ----------------- | - | ----- | ----- | ----- | ------ | ------ | ------ | --- | ----- |
| ZSRR              | 5 | 4     | 1     | 0     | 33     | 13     | +20    | 9   |       |
| Stany Zjednoczone | 5 | 3     | 0     | 2     | 18     | 15     | +3     | 6   |       |
| Czechosłowacja    | 5 | 3     | 0     | 2     | 26     | 13     | +13    | 6   |       |
| Szwecja           | 5 | 2     | 1     | 2     | 17     | 13     | +4     | 5   |       |
| Finlandia         | 5 | 2     | 0     | 3     | 14     | 24     | -10    | 4   |       |
| Polska            | 5 | 0     | 0     | 5     | 9      | 39     | -30    | 0   |       |

Wyniki
| 5 lutego 1972 | Czechosłowacja | 14:1 | Polska |  |

| Godzina: 14:00 |  | (5:0, 3:1, 6:0) |  |  |

| 7 lutego 1972 | Czechosłowacja | 1:5 | Stany Zjednoczone |  |

| Godzina: 16:00 |  | (1:1, 0:3, 0:1) |  |  |

| 8 lutego 1972 | Czechosłowacja | 7:1 | Finlandia |  |

| Godzina: 14:00 |  | (1:0, 3:0, 3:1) |  |  |

| 10 lutego 1972 | Czechosłowacja | 2:1 | Szwecja |  |

| Godzina: 19:00 |  | (0:0, 0:0, 2:1) |  |  |

| 13 lutego 1972 | ZSRR | 5:2 | Czechosłowacja |  |

| Godzina: 12:30 |  | (2:0, 2:1, 1:1) |  |  |

### Kombinacja norweska
Mężczyźni
| Zawodnik         | Konkurencja   | Bieg narciarski    | Bieg narciarski    | Bieg narciarski    | Skoki narciarskie | Skoki narciarskie | Skoki narciarskie | Skoki narciarskie | Skoki narciarskie | Skoki narciarskie | Skoki narciarskie | Skoki narciarskie | Łącznie                  | Pozycja                  |
| Zawodnik         | Konkurencja   | Czas biegu         | Pozycja            | Punkty             | Skok 1            | Nota              | Skok 2            | Nota              | Skok 3            | Nota              | Punkty            | Pozycja           | Łącznie                  | Pozycja                  |
| ---------------- | ------------- | ------------------ | ------------------ | ------------------ | ----------------- | ----------------- | ----------------- | ----------------- | ----------------- | ----------------- | ----------------- | ----------------- | ------------------------ | ------------------------ |
| Tomáš Kučera     | Indywidualnie | 51:04,0            | 14.                | 196,135            | 75,5              | 95,1              | 75,5              | 96,7              | 74,0              | 86,6              | 191,8             | 7.                | 387,935                  | 6.                       |
| Ladislav Rygl    | Indywidualnie | 51:09,2            | 16.                | 195,355            | 65,5              | 76,1              | 72,0              | 59,6              | 71,0              | 84,3              | 160,4             | 24.               | 355,755                  | 26.                      |
| Jaroslav Svoboda | Indywidualnie | 53:20,2            | 33.                | 175,705            | 71,0              | 84,9              | 71,5              | 89,8              | 71,5              | 86,1              | 175,9             | 19.               | 351,605                  | 28.                      |
| Libor Foltman    | Indywidualnie | Nie ukończył biegu | Nie ukończył biegu | Nie ukończył biegu | 70,5              | 80,1              | 67,5              | 74,9              | 68,0              | 42,0              | 155,0             | 30.               | Nie ukończył konkurencji | Nie ukończył konkurencji |

### Łyżwiarstwo figurowe
| Zawodnik      | Konkurencja | Nota   | Pozycja |
| ------------- | ----------- | ------ | ------- |
| Ondrej Nepela | Soliści     | 2739,1 | złoto   |

### Skoki narciarskie
Mężczyźni
| Konkurencja            | Skoczek        | Skok 1    | Skok 1 | Skok 2    | Skok 2 | Nota  | Pozycja |
| Konkurencja            | Skoczek        | odległość | Nota   | odległość | Nota   | Nota  | Pozycja |
| ---------------------- | -------------- | --------- | ------ | --------- | ------ | ----- | ------- |
| Skocznia normalna K-86 | Jiří Raška     | 78,5      | 112,3  | 78,0      | 112,5  | 224,8 | 5.      |
| Skocznia normalna K-86 | Karel Kodejška | 80,0      | 114,7  | 75,5      | 105,5  | 220,2 | 7.      |
| Skocznia normalna K-86 | Zbyněk Hubač   | 79,0      | 113,1  | 75,0      | 104,7  | 217,8 | 11.     |
| Skocznia normalna K-86 | Rudolf Höhnl   | 73,5      | 100,8  | 73,5      | 100,8  | 201,6 | 29.     |
| Skocznia duża K-110    | Jiří Raška     | 99,0      | 111,1  | 89,0      | 93,6   | 204,7 | 10.     |
| Skocznia duża K-110    | Zbyněk Hubač   | 91,5      | 96,1   | 91,5      | 98,6   | 194,7 | 15.     |
| Skocznia duża K-110    | Leoš Škoda     | 89,5      | 96,3   | 85,0      | 80,0   | 176,3 | 26.     |